# Phyllachora spegazzinii
Phyllachora spegazzinii är en svampart som beskrevs av Sacc. & P. Syd. 1899. Phyllachora spegazzinii ingår i släktet Phyllachora och familjen Phyllachoraceae.   Inga underarter finns listade i Catalogue of Life.